# 시키네섬

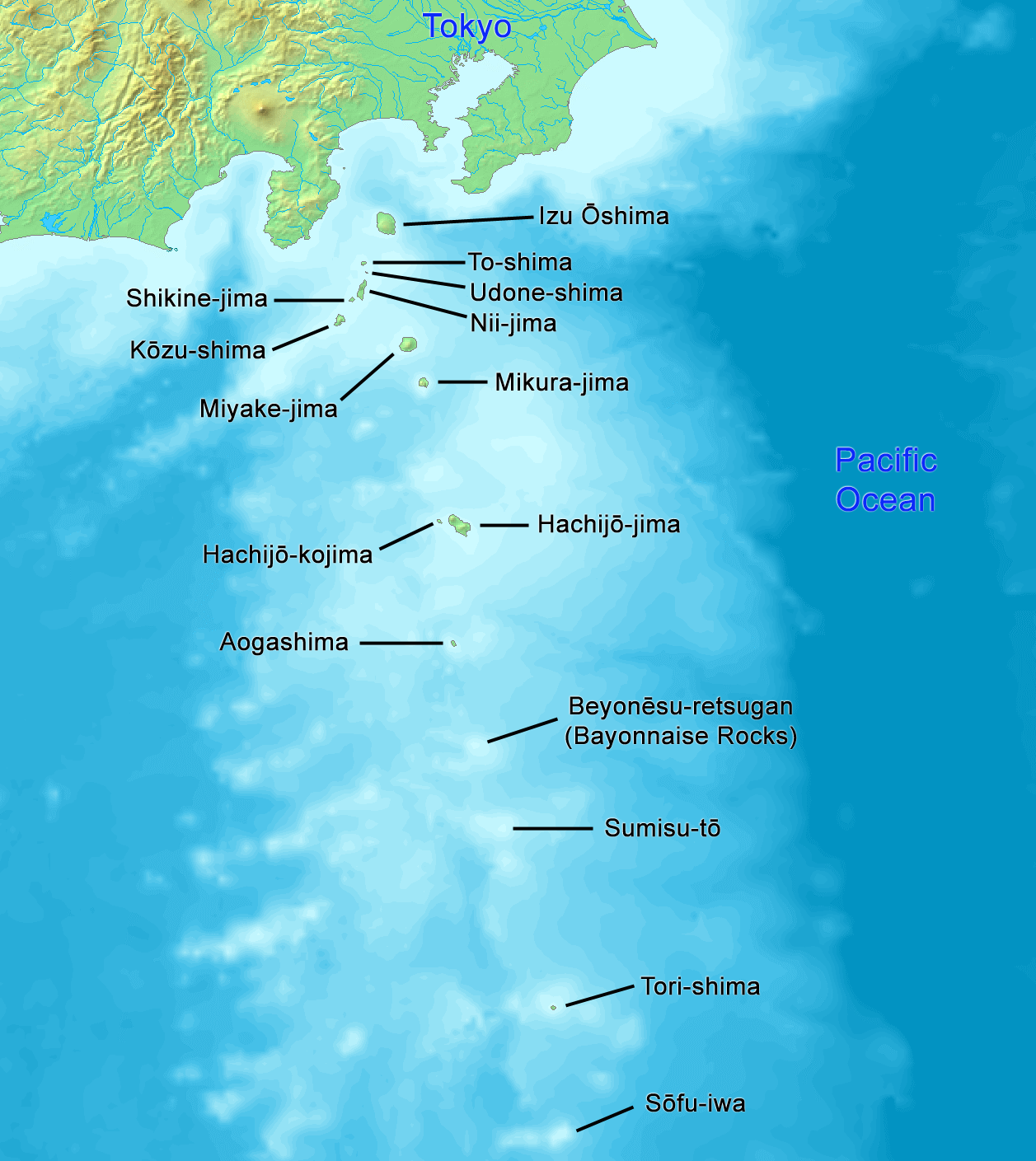
이즈 제도

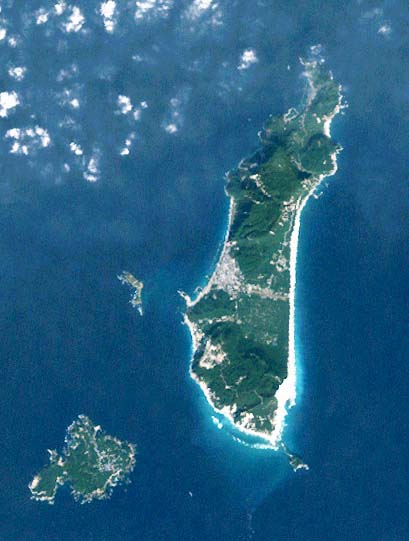
시키네 섬의 위성 사진

시키네섬(式根島)은 이즈 제도의 화산섬으로 일본 도쿄도 정부가 관할한다. 도쿄 본토의 남쪽, 시즈오카현 이즈반도의 동쪽에 놓여있다.
섬은 이웃한 더 큰 섬인 니지마섬와 더 작은 무인도인 지나이 섬을 포함하는 니지마촌의 유인도이다. 니지마 촌은 후지하코네이즈 국립공원의 일부이다.
시키네 섬의 면적은 3.9 km2이고 인구는 약 600명이다. 간피키 산은 섬에서 가장 높은 지점으로 해발 99m이다. 섬에는 두 개의 천연 온천이 있다.
도카이 기선이 운영하는 도쿄의 다케시바 산바시 부두를 출발해 시키네 섬으로 가는 페리가 있다. 페리는 또한 시즈오카현 시모다시에서도 출발한다. 또한 촌에서 매일 니지마와 시키네 섬 사이를 오가는 페리를 운영한다. 두 섬을 오가는데는 대략 10분 정도 걸린다.
시키네 섬의 주요 산업은 어업과 관광업이다.
섬에는 수많은 외딴 해변과 온천, 두 개의 신사와 한 개의 사찰이 있다.

## 같이 보기
- 이즈 제도